# 上林敬吉
上林 敬吉（かんばやし けいきち、1884年5月12日 - 1960年3月9日）は、日本の建築家。米国聖公会の宣教建築家（Mission Architect）のもとで教会の建設に携わるとともに、設計事務所を立ち上げて独自の設計も行ったほか、聖路加国際病院の施設増改築や管理を行った。

## 人物・経歴
1884年（明治17年）5月12日、京都市上京区で生まれる。京都の高等小学校を中退した7年後の1903年（明治36年）に茨城県土木課に務める。敬吉は、京都での少年時代に既にジェームズ・ガーディナーと出会ってその影響を受け、その後関東へ転じたものと考えられる。
1904年（明治37年）、横浜で下田菊太郎が営む下田建築合資会社に移り、2年間勤務する。
1906年（明治39年）米国聖公会ミッション・アーキテクト（信徒建築家）のジェームズ・ガーディナーが東京で開設して間もない建築設計事務所に勤務する。このガーディナー事務所時代は、日本聖公会の施設のほか、外国公館や貴顕の邸宅も担当する。ガーディナー事務所での最初の5年間は設計助手と現場監督を担いつつ、1909年（明治42年）から、夜は正則英語学校（現・正則学園高等学校）英語専修科に通った。1911年（明治44年）に正則英語学校を中途退学し、設計主任へ昇進する。
1925年（大正14年）にガーディナーが亡くなると、東京に設計事務所を開設する。この際、ガーディナーが残した仕事を継承するとともに、米国聖公会ミッション・アーキテクトであるジョン・ヴァン・ウィー・バーガミニとの協働を進めていく。バーガミニとの共作においては、工法・構造に加え、平面と意匠を標準化して、カスタマイズも図るなど、鉄筋コンクリート造の「白い礼拝堂群」を生み出した。
その後、後年になると単独設計も行っていくが、バーガミニとの共作による枠組みを超える独自な事例を残していく。
日中戦争に伴い戦時下となったことから1937年（昭和12年）に事務所を閉めたのち、聖路加国際病院において、病院理事会の指名建築家として勤務する。
翌1938年（昭和13年）から1960年（昭和35年）に勤務先で亡くなるまでの間、同病院の営繕課長として病院施設の増改築と管理を行った。そのほか、個人の立場では日本聖公会の礼拝堂の新築や戦災復興に携わった。

## 主な作品
ガーディナー建築事務所時代のスペイン公使館（現・スペイン大使館公邸）やオランダ大使館（現・オランダ大使館公邸）のほか、ジョン・ヴァン・ウィー・バーガミニとの多くの共作に加え、以下の作品などがある。
| 建造物名                                         | 年月                   | 所在地                       | 状態 | 備考             |
| ------------------------------------------------ | ---------------------- | ---------------------------- | ---- | ---------------- |
| 日本聖公会宇都宮聖ヨハネ教会礼拝堂               | 1933年（昭和8年）聖別  | 栃木県宇都宮市桜             | 現存 | 坪谷熊平（施工） |
| 日本聖公会大宮聖愛教会礼拝堂                     | 1934年（昭和9年）聖別  | 埼玉県さいたま市大宮区桜木町 | 現存 | 清水組（施工）   |
| 日本聖公会前橋聖マッテア教会マキム主教記念礼拝堂 | 1952年（昭和27年）聖別 | 群馬県前橋市大手町           | 現存 | 清水建設（施工） |